# Hemelgarn Racing
Hemelgarn Racing was een Amerikaans raceteam dat deelnam aan het IndyCar Series en voorheen aan het Champ Car kampioenschap. Het werd in 1985 opgericht door Ron Hemelgarn. In 2010 werd het team opgedoekt.

## Champ Car
In 1985 werkte het team een gedeelte programma af van het Champ Car kampioenschap. Nederlands coureur Arie Luyendyk reed in 1987 een jaar voor het team. Hij werd derde op de Phoenix International Raceway en werd zevende in de eindstand van het kampioenschap. Tot 1995 nam het team deel aan de Champ Car series, vaak met een beperkt programma en veel rijderswissels in het seizoen. Het team won geen races in de Champ Car series.

## Indy Racing League
In 1996 maakte het team de overstap naar de toen nieuw opgerichte Indy Racing League met coureur Buddy Lazier. De eerste race die hij won voor het team is meteen de belangrijkste, op de Indianapolis Motor Speedway. Lazier bleef de volgende jaren bij het team en werd in 2000 kampioen na overwinningen op de Phoenix International Raceway en de Kentucky Speedway. Hij eindigde tweede dat jaar op Indianapolis na winnaar Juan Pablo Montoya. In 2001 won Lazier vier races voor het team en eindigde tweede in de eindstand na Sam Hornish Jr.. Vanaf 2002 gaat het minder goed met het team en gaat een beperkter programma afwerken. Vanaf 2007 neemt het team uitsluitend deel aan de Indianapolis 500. Richie Hearn reed de Indy 500 in 2007, Buddy Lazier in 2008 en nam deel aan de kwalificaties in 2009, maar kon zich niet plaatsen voor de race.

Kampioenschapstitels
- 2000  Buddy Lazier

Overwinningen Indianapolis 500
- 1996  Buddy Lazier